# 1,4-butyndiol
1,4-butyndiol (C4H6O2) is een diol, een organische verbinding met twee hydroxylgroepen, afgeleid van 2-butyn. De twee hydroxylgroepen bevinden zich aan de uiteinden van de molecule. In zuivere toestand is het een gele kristallijne vaste stof, die oplosbaar is in water en ethanol.

## Synthese
1,4-butyndiol kan worden gesynthetiseerd door formaldehyde en ethyn met elkaar te laten reageren:
{\displaystyle {\ce {2CH2O + C2H2 -> C4H6O2}}}

## Toepassingen
1,4-butyndiol wordt gebruikt als precursor voor de vorming van 1,4-butaandiol (door hydrogenering) en van polyurethaan. Wanneer het wordt verhit met ammoniak onder hoge druk ontstaat pyrrool:
Verder kent de stof een aantal toepassingen in pesticiden, als textieladditief en als bescherming tegen corrosie.